# توبياس كول
توبياس كول (بالإنجليزية: Tobias Cole)‏ هو موزع ومغني ومغني أوبرا أسترالي، ولد في 7 أغسطس 1971 في لايدن في هولندا.